# Cartas coloniais americanas

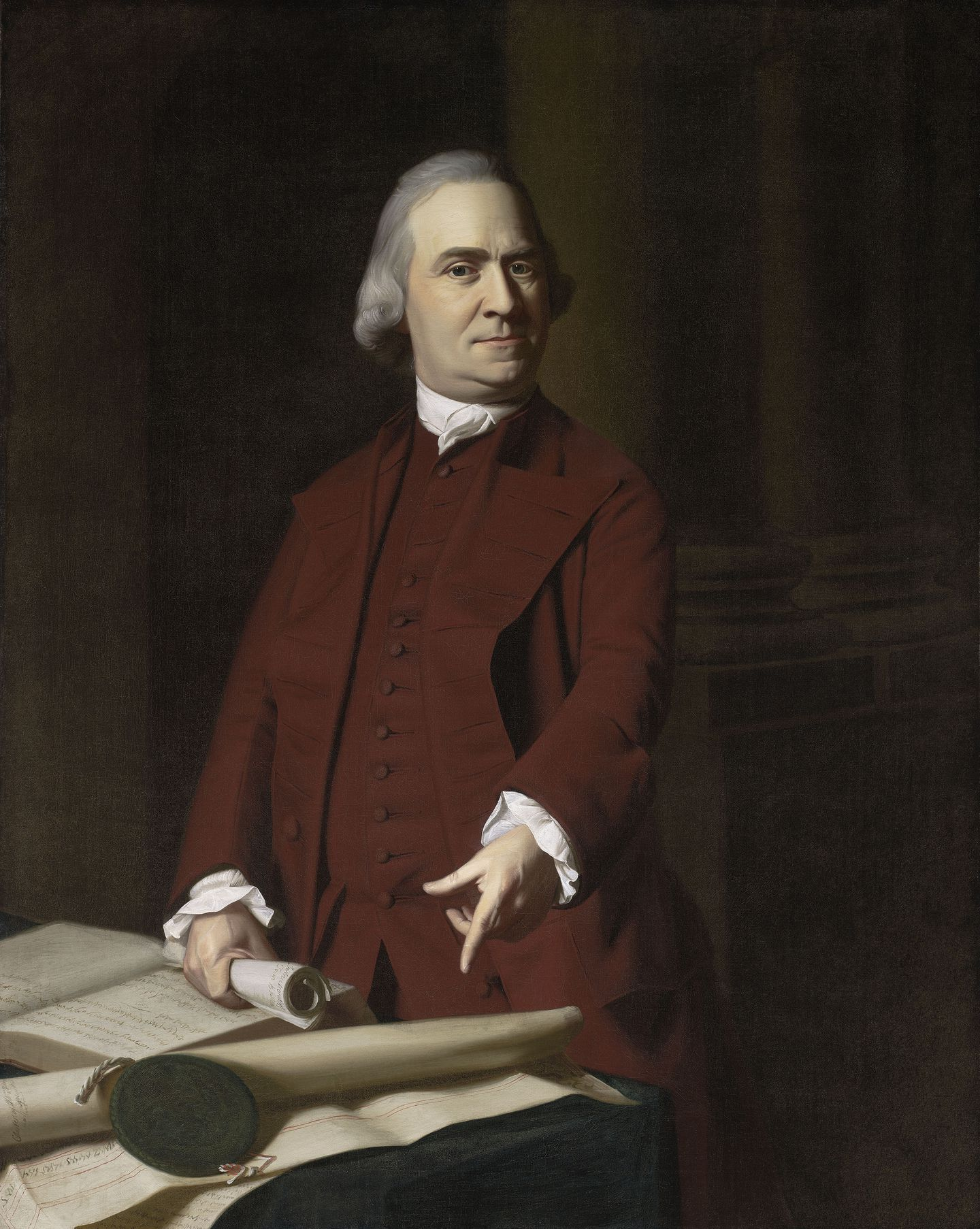
Samuel Adams, um dos fundadores dos Estados Unidos, com a Carta de Massachusetts de 1691.

As cartas coloniais americanas foram documentos legislativos e administrativos produzidos pelos governos do Reino Unido e das Treze Colônias, delineando as divisas das colônias americanas e estabelecendo os elementos fundamentais de seu governo. Em grande medida, serviram de inspiração para a Constituição dos Estados Unidos da América (1787).
A maior parte dessas cartas coloniais era baixada em nome da Coroa Britânica, embora em alguns casos, como a "Carta de Delaware" de 1701 e o "Quadro de Governo da Pensilvânia" de 1682 (Frame of Government of Pensylvania), fossem iniciativas de autoridades coloniais e de britânicos que chegavam e se estabeleciam na América Inglesa. Além de organizar o governo colonial inglês, essas cartas registravam direitos de colonos e sistematizavam parâmetros jurídicos estabelecidos, além de estabelecer uma conexão transatlântica entre as colônias americanas e sua metrópole europeia.

A produção e o uso dessas cartas se deram, em partes, pelas características singulares das colônias inglesas na América, com pouca presença metropolitana, altos níveis de alfabetização entre homens brancos e uma ampla circulação de jornais e outros impressos. Segundo a historiadora britânica Linda Colley (2021):
Não custou [aos americanos] nenhum grande esforço mental, nenhum salto audacioso, [partir dessas cartas coloniais para] o conceito de uma Constituição fixa, escrita, limitando as ações ordinárias de governo.
Um exemplo do uso dessas cartas coloniais para fins oposicionistas de atores estadunidenses no contexto da Independência dos Estados Unidos foi a "Carta de Massachusetts" de 1691, documento originalmente baixado por Guilherme III e Maria II para organizar tropas coloniais, porém, utilizado por Samuel Adams para embasar a expulsão dos soldados britânicos de Boston em 1770.
Desse modo, indo além do mito do excepcionalismo estadunidense na criação de seu próprio constitucionalismo, os fundadores dos Estados Unidos se utilizaram de uma ampla produção legislativa colonial anglo-americana para construírem seu próprio edifício constitucional.